# باخرز
باخَرز با نام تاریخی مالین مرکز شهرستان باخرز در استان خراسان رضوی است.در برخی مقالات، نام باخرز در زبان پهلوی از دو کلمهٔ باخ به معنای باغ و رَز به معنای انگور تشکیل شده است و دلیل این نام گذاری را می‌توان کشت زیاد انگور در این منطقه دانست
افزون بر رشته‌قنات‌های میروَس، ریگستان و تقی‌آباد، رود روس و ریزابه‌های آن که به هریرود می‌ریزند؛ زمین‌های باخرز را سیراب می‌کنند. محصولات آن زعفران (امروزه کشت غالب زعفران است)، تره‌بار، زیره، گندم، جو، پنبه و چغندر قند است و از درختان میوهٔ انار، توت، انجیر، آلو، زردآلو و انگور دارد. این شهر در دامنه‌های شمالی رشته‌کوه کوهسرخ قرار دارد.

## ساکنان
گروه‌هایی از طوایف هزاره و بهلولی و تیموری بربری (خاوری) در آن سکونت دارند. به نوشتهٔ سفرنامهٔ کلنل ییت، باخرز در دورهٔ قاجاریان، بارها گرفتار هجوم و غارت ترکمن‌ها شده است. در عهد ناصرالدین شاه جمعیت عمدهٔ باخرز را ایرانیان تشکیل می‌دادند که «باخرزی» خوانده می‌شدند و طوایفی مانند هزاره‌ای و تیموری و افغانی نیز در آن ساکن بودند.
امروزه زبان اهالی باخرز، فارسی با گویشی شبیه گویش تربتی است و دین مردمان آن اسلام (سنی حنفی و شیعهٔ دوازده‌امامی) است.

## جمعیت
بر پایه سرشماری عمومی نفوس و مسکن در سال ۱۳۹۵ جمعیت این شهر ۹٬۰۴۴ نفر (در ۲٬۵۳۶ خانوار) بوده است.

## تقسیمات کشوری
در دوره‌های تاریخی، محدودهٔ سیاسی باخرز اغلب دستخوش دگرگونی شده است. در ۱۳۱۶ ه‍. ش، طبق قانون تقسیمات کشوری، باخرز احتمالاً به عنوان دهستان، در بخش طیبات (تایباد) در شهرستان مشهد تشکیل یافت.

در ۱۳۲۹ ه‍. ش، بخش طیبات (تابع مشهد) از سه دهستان پایین ولایت باخرز (مرکز: یوسف آباد)، میان ولایت باخرز (مرکز: مشهدریزه) یا بالا ولایت باخرز و شهرنو، در مجموع با ۱۰۵ آبادی، تشکیل می‌شد (رزم‌آرا، ج ۹، ص ۲۶۱). در ۱۳۳۱ ه‍. ش، باخرز جزو شهرستان «جام و باخرز» و مشتمل بر دهستان‌های بالا ولایت (با ۵۳ ده)، پایین ولایت (با ۲۴ ده) و میان ولایت (با ۳۱ ده) بود (ایران. وزارت کشور. ادارهٔ کل آمار و ثبت احوال، ج ۳، ص ۱۲۷–۱۲۸، ۱۳۰–۱۳۱).

در تقسیمات کشوری ایران در ۱۳۵۵ ه‍. ش، شهرستان باخرز (مرکز، تایباد) با همان تقسیم‌بندی، و در فهرست واحدهای تقسیمات کشوری تا پایان شهریور ۱۳۶۵، شهرستان باخرز به نام تایباد همچنان دارای سه دهستان میان ولایت، پایین ولایت و بالا ولایت قید شده است. در قانون تعاریف و ضوابط تقسیمات کشوری در مهر ۱۳۶۵، باخرز دهستانی در شهرستان تایباد (به مرکزیت شهرِنو باخرز) ضبط شده است و در تقسیمات کشوری (۱۳۶۹ ش) به جای شهرنو، شهرنو باخرز آمده است.

در مرداد ماه سال ۱۳۸۹ باخرز به شهرستان ارتقا یافت.

## پیشینهٔ تاریخی
از تاریخ پیش از اسلام باخرز آگاهی چندانی نداریم. برخی از جغرافی‌نویسان مسلمان نام آن را «کواخرز» ضبط کرده‌اند (اصطخری، ۱۹۶۷، ص ۲۵۶، ۲۸۳؛ ابن حوقل، ص ۴۳۳، ۴۵۵). به نوشتهٔ یاقوت حموی، باخرز در زبان پهلوی «بادهرزه» بوده است (ج ۱، ص ۴۵۸). در یورش تازیان به ایران در دورهٔ خلافت عثمان (۲۳–۳۵) ابن عامر، یزید جُرشی (پدرسالم بن یزید) را به رستاق زام] جام * [ از توابع نیشابور فرستاد و او آن بلد را به عَنْوه بگشود و باخرز را که رستاقی از نیشابور بود، فتح کرد (بلاذری، ص ۳۹۰). در ۱۸۰، هنگامی که علی بن عیسی بن ماهان در خراسان حکومت می‌کرد، میان او و حمزة بن آذرک * در باخرز جنگی درگرفت که به شکست لشکریان حمزه انجامید (ابن اثیر، ج ۵، ص ۱۰۲).
ظاهراً شهر در کنار مالین * یا مالان ] شهر ساسانی-اسلامی [ احداث شده است (لسترنج، ص ۳۸۲). در ۱۲۹۹، در نزدیک شهرنو، آبادی دیگری به نام شهر کهنه قرار داشت (منشی، ص ۱۱۳) که احتمالاً همان شهر مالین است چون در آن منطقه جز مالین شهر قدیمی دیگری وجود نداشته است. به نوشتهٔ مک گرگر در دورهٔ ناصرالدین شاه، شهرنو دارای برج و بارو بود و هزارخانه داشت ولی تنها صد خانهٔ مسکونی بود و اطراف آن را باغ‌ها و کشتزارهای بسیار فراگرفته بود (ج ۱، ص ۲۲۵). ییت می‌نویسد که، شهرنو به دست محمدخان بیگلربیگی، از خوانین ایل هزاره که، احداث شده و آب آن از قنات تأمین می‌شود.
در قرن سوم ابن خرداذبه باخرز را از شهرهای نیشابور شمرده است (ص ۲۴). اصطخری و ابن حوقل، مالن (یامالان) باخرز (کواخرز) را در مقابل مالن هرات نوشته‌اند (ابن حوقل، ص ۴۳۳؛ اصطخری، ص ۲۵۶). در قرن سوم، یعقوبی هم باخرز را از کوره‌های نیشابور ضبط کرده است (ص ۲۷۸). در قرن چهارم، مقدسی می‌نویسد: «باخرز شهر حُبوب و مویز است و از آن پوشاک] پارچه دوخته [صادر می‌شود و مرکز آن مالن است که آباد می‌باشد (ص ۳۱۹). در سده‌های پنجم و ششم به گفته: اصطخری، بوزگان] یابوزجهان یا پوچکان مطابق با شهرکنونی تربت جام [و مالن] باخرز [ و چند ناحیهٔ دیگر از محدودهٔ گستردهٔ نشابور (نیشابور) شمرده می‌شد و بوزگان تا مالن یک مرحله فاصله داشت (۱۳۴۰ ه‍.ش، ص ۲۰۵، ۲۲۳).
در ۵۸۳، خوارزمشاه جام و باخرز و زیرپل را به سلطان شاه پسر ایل ارسلان واگذار کرد (جوینی، ج ۲، ص ۲۵–۲۶). در ۶۴۵، منکوقآن، ملک شمس‌الدین (از سلسلهٔ آل کرت *) را به حکومت همهٔ ولایات خراسان و هرات] از جمله باخرز [ و نیمروز رساند (رشیدالدین فضل‌الله، ج ۳، ص ۱۰۳؛ وصاف حضرة، ص ۴۷؛ خوافی، ج ۲، ص ۳۱۶).
در اوایل قرن هفتم، به نوشتهٔ یاقوت حموی، باخرز ۱۶۸ قریه داشت و مرکز آن قصبهٔ مالین بود (ج ۱، ص ۴۵۸). او به قریهٔ جوذقان، از توابع آن، اشاره می‌کند و از رجال آنجا احمد بن اسماعیل بن جوذقانی باخرزی (متولد ۴۸۳) را نام می‌برد (همان ، ج ۲، ص ۱۴۵). امروزه جوزقان در حدود سی کیلومتری شمال غربی شهر تایباد واقع است.
از مطالب تاریخی چنین برمی آید که محدودهٔ باخرز در قدیم وسیع‌تر بوده و کمابیش با شهرستان امروزی تایباد مطابقت داشته است.
در ۶۶۸، در جنگ میان مغول‌ها، آباقاخان (یا پسر ارشدش ارغون) از مرغزار رادکان وارد باخرز شد و به براق، سردار شورشی مغول‌ها، پیشنهاد صلح کرد و چون براق پیشنهاد او را نپذیرفت میان آن دو جنگ درگرفت (رشیدالدین فضل‌الله، ج ۳، ص ۱۲۰–۱۲۱؛ بناکتی، ص ۴۲۹). در ۷۰۶، در زمان اولجایتو سردار او بوجای با ۰۰۰، ۳۰ مرد، که براعیان خواف و باخرز و حکام مرو و سرخس مشتمل بود، به جنگِ جمال‌الدین محمد سام حکمران هرات رفت و مدتی شهر را محاصره کرد (اسفزاری، ج ۲، ص ۷۳، ۸۱؛ میرخواند، ج ۵، ص ۴۵۷).
در ۷۴۰، حمدالله مستوفی دربارهٔ باخرز چنین نوشته است: «باخرز ولایتی است از اقلیم چهارم و ولایتی بسیار دارد و معتبر است و از مجموع مواضع، باغات انگور و میوهٔ فراوان باشد، بتخصیص قصبهٔ مالان] مالین [که جای عظیم و پرنزهت است و خربزه بلند از جمیع خراسان مشهوراست » (ص ۱۵۳). در ۸۱۷، به نوشتهٔ حافظ ابرو، ولایت باخرز تابع هرات بود (ص بیست و پنج ، بیست و هشت). در ۸۶۱، هنگامی که سلطان سعید] محمدبن میرانشاه [از دارالسلطنه هرات به جانب بلخ عزیمت کرد،] شاهزاده [میرزا ابراهیم در ولایت باخرز و خواف به سر می‌برد (روملو، ج ۱۱، ص ۳۶۹ـ۳۷۱؛ میرخواند، ج ۶، ص ۸۱۵ـ۸۱۶) در ۸۷۴، باخرز مانند خواف و ترشیز و زاوه غارت شد (اسفزاری، ج ۲، ص ۳۳۴، ۳۴۵). در ۸۸۴، میرزا ابابکر ولد سلطان ابوسعید در جنگ با سلطان حسین میرزا رهسپار خواف و باخرز شد (روملو، ج ۱۱، ص ۵۸۷٬۵۸۹). در ۸۹۵، به نوشتهٔ اسفزاری، ترکمانان بر باخرز و قهستان ترشیز و خواف مستولی بودند (ج ۲، ص ۳۵۰، ۳۵۴). در ۹۱۳، شیبک خان ازبک، «راهی بی» را بر باخرز حاکم کرد (روملو، ج ۱۲، ص ۱۳۳). در ۹۴۳ که شاه طهماسب اول برا جلوگیری از حملهٔ ازبکان به سوی خراسان حرکت کرد باخرز در تصرف عبیدخان ازبک، بود (همان، ج ۱۲، ص ۳۵۷–۳۵۸). در اوایل دورهٔ سلطنت سلطان محمد خدابنده (حک :۹۸۵–۹۹۶)، ولایت خواف و باخرز به مرشد قلی خان تکلو واگذار شد. درهمین زمان جلال خان، فرزند دین محمدخان ازبک، ۰۰۰، ۶۷ کس به مرو و نسا و ابیورد و مشهد مقدس حمله و آنجا را غارت کرد (اسکندرمنشی، ج ۱، ص ۲۲۸–۲۲۹؛ حسینی استرآبادی، ص ۱۰۴–۱۰۵). در ۹۹۸، در سال سوم جلوس شاه عباس اول، اوزبکیه پس از قتل‌عام مردم مشهد، ولایت بسطام و جام وخاف] = خواف [و غوریان] و باخرز [ را متصرف شدند و آهنگ عراق کردند (حسینی استرآبادی ، ص ۱۴۵ـ۱۴۶). در ۱۰۲۴ و ۱۰۲۵، قرانغمه خان از سرداران ازبک با گروهی از طایفهٔ آلمانچی به خراسان حمله کرد و ولایت جام و خواف و باخرز را غارت و غنایم فراوانی به دست آورد (اسکندرمنشی ، ج ۲، ص ۸۹۳). در ۱۰۴۰، ازبکان به خراسان تاختند و قلعهٔ غوریان را محاصره کردند؛ چون نتیجه‌ای نگرفتند به جام و خواف و باخرز یورش بردند ولی نتوانستند کاری از پیش ببرند (خواجگی اصفهانی، ص ۱۱۷، ۱۲۲ـ۱۲۳). در ۱۱۲۸، پس از اینکه میان حاکم ایرانی هرات ـ جعفرخان ـ و افغانان جنگی درگرفت وی از ایشان شکست خورد.
عبدالله خان ، از ابدالی‌های افغان، پس از این پیروزی در اندک زمانی، توابع هرات از جمله باخرز را تصرف کردند (مرعشی صفوی، ص ۱۹ـ۲۱). در ۱۱۶۳، قشون قزلباش از راه باخرز و خواف، که به دست افغانان افتاده بود، عازم هرات شدند (گلستانه ، ص ۴۱۰). در ۱۲۳۱، در دورهٔ فتحعلیشاه قاجار، هنگام شورش خان‌های خراسان، که در رأس آنان محمدخان قرایی قرار داشت، مددخان افغان نایب هرات برای مدتی غوریان و جام و باخرز را به فرمان خود درآورد (سپهر، ج ۱، ص ۲۷۳ـ۲۷۸). در ۱۲۳۵، شجاع‌السلطنه قصد سفر هرات کرد. در این سفر ولایت باخرز و شهرنو را از دست بنیاد خان هزاره‌ای درآورد و آنجا را به امیر قلچ خان تیموری سپرد (رضاقلی هدایت، ج ۹، ص ۵۷۹ـ۵۸۰؛ سپهر، ج ۱، ص ۳۱۳ـ۳۱۴). در ۱۲۳۶، حسنعلی میرزا (شجاع‌السلطنه) ابراهیم خان هزاره را به حکومت شهرنو و باخرز تعیین کرد (سپهر، ج ۱، ص ۳۱۸، ۳۲۰). در ۱۲۴۸، حکومت جام و باخرز را به ابراهیم خان حاکم سابق هزاره واگذار شد (اعتمادالسلطنه، ج ۳، ص ۱۵۲–۱۵۳). در ۱۲۵۳ و ۱۲۵۴، محمدشاه با سپاهی بزرگ به قصد تسخیر هرات رهسپار باخرز و جام شد گرچه پس از یک سال محاصره از تصرف آنجا صرفنظر کرد (سپهر، ج ۲، ص ۲۵۸، ۲۶۶–۲۷۰؛ صدیق الممالک، ص ۶۹، ۷۲–۷۳؛ مهدیقلی هدایت، ص ۶۴). در ۱۲۶۲ ه‍. ش، محمدشاه قاجار پس از محاصرهٔ هرات حدود ۸٬۰۰۰ خانوار از طوایف تیموری راکه از تاتارهای بودند با رئیس آن‌ها، قلیچ خان، به خراسان منتقل کرد و قلیچ خان بعدها، که قدرتی به دست آورده بود، به عنوان امیر، سرپرستی نواحی جام و باخرز و هرات و زورآباد را عهده‌دار شد (ییت، ص ۳۸–۳۹). در ۱۲۷۲، شاهزاده محمد یوسف ابدالی ۷۰۰ خانوار باخرزی را، که شیرمحمدخان هزاره از باخرز به بادغیس برده و یارمحمدخان حاکم هرات آنان را به هرات آورده بود، به باخرز بازگرداند (رضاقلی هدایت، ج ۱۰، ص ۶۶۵٬۶۶۷–۶۶۸؛ اعتمادالسلطنه، ج ۳، ص ۲۴۴).
باخرزی‌ها که هزاره‌ها هم با آنان بودند «وقتی که مراجعت کردند، هرکس به خط مستقیم به سرخانه و مسکن خود بازگشت، مثل کسی که به سفری رفته و بعد به خانهٔ خود معاودت نموده باشد» (مجموعه اسناد و مدارک فرخ خان امین الدوله، ج ۲، ص ۲۸۱). در اواسط قرن سیزدهم، به نوشتهٔ زین العابدین شیروانی. باخرز از ولایت خراسان شمرده می‌شد و در اقلیم چهارم قرار داشت و پنجاه پاره دهِ آباد داشت و مردم آن اکثراً حنفی مذهب بودند و محمدخان هزاره‌ای شهرمیانه‌ای در آن ساخته بود که شهرنو (یا نوشهر) خوانده می‌شد و جمعاً هزارخانه داشت و نزدیک ده هزار تن از هزاره‌ای‌ها در آنجا زندگی می‌کردند (۱۳۱۵، ص ۱۲۹؛ همو، ۱۳۶۱ ش، ص ۱۵۰). در ۱۲۹۴، یوسف خان پس از او پسرش، اسماعیل خان، به حکومت باخرز گماشته شدند. در دورهٔ ناصرالدین شاه، اسماعیل خان، با لقب امیر تومانی و عنوان شجاع‌الملک، حاکم باخرز شد (ییت، ص ۱۲۱). باخرز در طی بیست سال، دو بار شاهد شورش هزاره‌ای‌ها بود. نخستین بار در ۱۳۰۰ ه‍. ش، که با کلنل محمدتقی خان پسیان به جنگ پرداختند. در این هنگام محمدرضا شجاع الملک حاکم باخرز سرپرستی هزاره‌ای‌ها را به عهده داشت و والی قاینات و دیگر خوانین خراسان نیز از او حمایت می‌کردند. باردوم، پس از شهریور ۱۳۲۰ (سقوط رضا شاه) که در شورش عشایر خراسان شرکت کردند. در این جنگ، دهکدهٔ احدآباد و قلعهٔ کلات را مرکز خود قرار دادند به‌سهولت شهرهای تربت جام، تایباد (طیبات)، فریمان و تربت حیدریه را متصرف شدند. شورشیان پس از شکست از قوای دولتی در رباط سنگ بست و کشته شدن صولت‌السلطنه خان این هزاره (رجوع کنید به صولت السلطنه *، هزاره)، متفرق و تسلیم شدند. پس از این جنگ، طایفهٔ هزاره‌ای‌ها به‌تدریج در معرض فروپاشی قرار گرفت و ساختار ایلی خود را از دست داد. (بیات، ص ۲۳–۸۴؛ میرنیا، ص ۱۰۶؛ رزم‌آرا، ج ۹، ص ۲۴۸؛ بهار، ج ۱، ص ۱۴۹، ۱۵۳–۱۵۴).

## بزرگان
از ناحیهٔ باخرز بزرگانی چون ابوالحسن باخرزی، سیف الدین باخرزی، ابوالمفاخر یحیی باخرزی، شیخ رجبعلی محدثی خراسانی، غلامحسین سمندری و محمد ابراهیم شریف‌زاده برخاسته‌اند.